# Liste der Interpreten, die gleichzeitig Platz eins der deutschen Album- und Singlecharts belegten
Die Liste der Interpreten, die gleichzeitig Platz eins der deutschen Album- und Singlecharts belegten ist eine Aufstellung von Künstlern und Musikgruppen, die sich in einer Chartwoche gleichzeitig an der Spitzenposition in den Album Top 100 und Single Top 100 platzierten.

## Liste der Interpreten, die gleichzeitig Platz eins der Album- und Singlecharts belegten
| Jahr | Künstler                       | Single                                         | Album                                    | Zeit der gleichzeitigen Belegung                                 |
| ---- | ------------------------------ | ---------------------------------------------- | ---------------------------------------- | ---------------------------------------------------------------- |
| 1977 | ABBA                           | Money, Money, Money                            | Arrival                                  | 1 Woche (15. – 23. Januar 1977)                                  |
| 1977 | ABBA                           | Knowing Me, Knowing You                        | Arrival                                  | 4 Tage (11. – 14. April 1977)                                    |
| 1977 | Santa Esmeralda & Leroy Gomez  | Don’t Let Me Be Misunderstood                  | Santa Esmeralda                          | 3 Wochen (21. November – 31. Dezember 1977)                      |
| 1978 | Boney M.                       | Rivers of Babylon                              | Nightflight to Venus                     | 3 Wochen (1. – 13. August; 21. – 27. August 1978)                |
| 1978 | Boney M.                       | Rasputin                                       | Nightflight to Venus                     | 1 Woche (9. – 15. Oktober 1978)                                  |
| 1979 | Village People                 | Y.M.C.A.                                       | Cruisin’                                 | 1 Woche (5. – 11. Februar 1979)                                  |
| 1979 | Peter Maffay                   | So bist Du                                     | Steppenwolf                              | 3 Wochen (30. Juli – 19. August 1979)                            |
| 1980 | Pink Floyd                     | Another Brick in the Wall, Pt. 2               | The Wall                                 | 4 Wochen (4. – 24. Februar; 3. – 9. März 1980)                   |
| 1980 | Olivia Newton-John & ELO       | Xanadu                                         | Xanadu (Soundtrack)                      | 1 Woche (15. – 21. September 1980)                               |
| 1980 | ABBA                           | Super Trouper                                  | Super Trouper                            | 1 Woche (22. – 28. Dezember 1980)                                |
| 1981 | Visage                         | Fade to Grey                                   | Visage                                   | 1 Woche (30. März – 5. April 1981)                               |
| 1981 | Electronica’s                  | Dance Little Bird                              | Quietschfidelio                          | 1 Woche (19. – 25. Oktober 1981)                                 |
| 1982 | ABBA                           | One of Us                                      | The Visitors                             | 1 Woche (4. – 10. Januar 1982)                                   |
| 1982 | Spider Murphy Gang             | Skandal im Sperrbezirk                         | Dolce Vita                               | 4 Wochen (15. März – 11. April 1982)                             |
| 1982 | Paul McCartney & Stevie Wonder | Ebony & Ivory                                  | Tug of War                               | 2 Wochen (21. Juni – 4. Juli 1982)                               |
| 1983 | Nena                           | 99 Luftballons                                 | Nena                                     | 1 Woche (28. März – 3. April 1983)                               |
| 1983 | Paul Young                     | Come Back and Stay                             | No Parlez                                | 5 Wochen (28. November 1983 – 1. Januar 1984)                    |
| 1985 | Duran Duran                    | The Wild Boys                                  | Arena                                    | 2 Wochen (24. Dezember 1984 – 6. Januar 1985)                    |
| 1985 | Modern Talking                 | You Can Win If You Want                        | The 1st Album                            | 1 Woche (3. – 9. Juni 1985)                                      |
| 1986 | Modern Talking                 | Atlantis Is Calling (S. O. S. for Love)        | Ready for Romance                        | 4 Wochen (16. Juni – 13. Juli 1986)                              |
| 1986 | Falco                          | Coming Home (Jeanny Part 2, ein Jahr danach)   | Emotional                                | 2 Wochen (10. – 23. November 1986)                               |
| 1987 | Whitney Houston                | I Wanna Dance with Somebody (Who Loves Me)     | Whitney                                  | 4 Wochen (22. Juni – 19. Juli 1987)                              |
| 1987 | Bee Gees                       | You Win Again                                  | E.S.P                                    | 6 Wochen (26. Oktober – 6. Dezember 1987)                        |
| 1990 | Phil Collins                   | Another Day in Paradise                        | … But Seriously                          | 10 Wochen (4. Dezember 1989 – 11. Februar 1990)                  |
| 1990 | Sinéad O’Connor                | Nothing Compares 2 U                           | I Do Not Want What I Haven’t Got         | 7 Wochen (2. April – 20. Mai 1990)                               |
| 1990 | Matthias Reim                  | Verdammt, ich lieb’ Dich                       | Reim                                     | 6 Wochen (16. Juli – 26. August 1990)                            |
| 1991 | Roxette                        | Joyride                                        | Joyride                                  | 6 Wochen (22. April – 2. Juni 1991)                              |
| 1991 | Scorpions                      | Wind of Change                                 | Crazy World                              | 4 Wochen (22. Juli – 18. August 1991)                            |
| 1991 | Bryan Adams                    | (Everything I Do) I Do It for You              | Waking Up the Neighbours                 | 4 Wochen (21. Oktober – 17. November 1991)                       |
| 1993 | Whitney Houston                | I Will Always Love You                         | The Bodyguard: Original Soundtrack Album | 6 Wochen (25. Januar – 7. März 1993)                             |
| 1993 | 4 Non Blondes                  | What’s Up?                                     | Bigger, Better, Faster, More!            | 9 Wochen (20. August – 21. Oktober 1993)                         |
| 1993 | Pet Shop Boys                  | Go West                                        | Very                                     | 3 Wochen (29. Oktober – 18. November 1993)                       |
| 1993 | Meat Loaf                      | I’d Do Anything for Love (But I Won’t Do That) | Bat Out of Hell II: Back into Hell       | 2 Wochen (19. November – 2. Dezember 1993)                       |
| 1994 | Bryan Adams                    | All for Love (mit Rod Stewart & Sting)         | So Far So Good                           | 4 Wochen (11. Februar – 10. März 1994)                           |
| 1994 | Mariah Carey                   | Without You                                    | Music Box                                | 4 Wochen (13. Mai – 9. Juni 1994)                                |
| 1994 | Crash Test Dummies             | Mmm Mmm Mmm Mmm                                | God Shuffled His Feet                    | 1 Woche (15. – 21. Juli 1994)                                    |
| 1995 | The Cranberries                | Zombie                                         | No Need to Argue                         | 1 Woche (3. – 9. Februar 1995)                                   |
| 1995 | Vangelis                       | Conquest of Paradise                           | 1492: Conquest of Paradise               | 4 Wochen (24. Februar – 23. März 1995)                           |
| 1995 | Take That                      | Back for Good                                  | Nobody Else                              | 1 Woche (12. – 18. Mai 1995)                                     |
| 1996 | The Fugees                     | Killing Me Softly                              | The Score                                | 6 Wochen (12. Juli – 22. August 1996)                            |
| 1996 | Andrea Bocelli                 | Time to Say Goodbye (mit Sarah Brightman)      | Bocelli                                  | 11 Wochen (20. Dezember 1996 – 13. März 1997)                    |
| 1998 | Die Ärzte                      | Ein Schwein namens Männer                      | 13                                       | 3 Wochen (5. – 25. Juni 1998)                                    |
| 1999 | Britney Spears                 | … Baby One More Time                           | … Baby One More Time                     | 1 Woche (9. – 15. April 1999)                                    |
| 1999 | Bloodhound Gang                | The Bad Touch                                  | Hooray for Boobies                       | 1 Woche (15. – 21. Oktober 1999)                                 |
| 2000 | HIM                            | Join Me (in Death)                             | Razorblade Romance                       | 1 Woche (4. – 10. Februar)                                       |
| 2000 | Santana                        | Maria Maria (feat. The Product G&B)            | Supernatural                             | 3 Wochen (17. – 30. März 2000; 7. – 13. April 2000)              |
| 2001 | No Angels                      | Daylight in Your Eyes                          | Elle’ments                               | 1 Woche (23. – 29. März 2001)                                    |
| 2001 | Shaggy                         | Angel (feat. Rayvon)                           | Hot Shot                                 | 4 Wochen (13. Juli – 9. August 2001)                             |
| 2001 | Enya                           | Only Time                                      | A Day Without Rain                       | 3 Wochen (5. – 18. Oktober 2001; 26. Oktober – 1. November 2001) |
| 2002 | Eminem                         | Without Me                                     | The Eminem Show                          | 2 Wochen (14. – 20. Juni 2002; 28. Juni – 4. Juli 2002)          |
| 2002 | Herbert Grönemeyer             | Mensch                                         | Mensch                                   | 1 Woche (13. – 19. September 2002)                               |
| 2005 | Sarah Connor                   | From Zero to Hero                              | Naughty but Nice                         | 1 Woche (1. – 7. April 2005)                                     |
| 2005 | Madonna                        | Hung Up                                        | Confessions on a Dance Floor             | 2 Wochen (25. November – 28. Dezember 2005)                      |
| 2006 | Monrose                        | Shame                                          | Temptation                               | 1 Woche (22. – 28. Dezember 2006)                                |
| 2007 | Nelly Furtado                  | All Good Things (Come to an End)               | Loose                                    | 4 Wochen (12. Januar – 8. Februar 2007)                          |
| 2008 | Leona Lewis                    | Bleeding Love                                  | Spirit                                   | 1 Woche (8. – 14. Februar 2008)                                  |
| 2009 | Robbie Williams                | Bodies                                         | Reality Killed the Video Star            | 1 Woche (20. – 26. November 2009)                                |
| 2009 | Ich + Ich                      | Pflaster                                       | Gute Reise                               | 2 Wochen (27. November – 10. Dezember 2009)                      |
| 2010 | Lady Gaga                      | Bad Romance                                    | The Fame Monster                         | 1 Woche (15. – 21. Januar 2010)                                  |
| 2010 | Lena Meyer-Landrut             | Satellite                                      | My Cassette Player                       | 1 Woche (11. – 17. Juni 2010)                                    |
| 2011 | Adele                          | Rolling in the Deep                            | 21                                       | 1 Woche (4. – 10. Februar 2011)                                  |
| 2011 | Pietro Lombardi                | Call My Name                                   | Jackpot                                  | 1 Woche (10. – 16. Juni 2011)                                    |
| 2012 | Die Toten Hosen                | Tage wie diese                                 | Ballast der Republik                     | 3 Wochen (25. Mai – 7. Juni; 29. Juni – 5. Juli 2012)            |
| 2013 | Daft Punk                      | Get Lucky                                      | Random Access Memories                   | 1 Woche (31. Mai – 6. Juni 2013)                                 |
| 2015 | Adele                          | Hello                                          | 25                                       | 3 Wochen (27. – 3. Dezember 2015; 1. – 14. Januar 2016)          |
| 2017 | Ed Sheeran                     | Shape of You                                   | ÷                                        | 3 Wochen (10. – 23. März 2017; 21. – 27. April 2017)             |
| 2017 | Ed Sheeran                     | Perfect                                        | ÷                                        | 3 Wochen (22. Dezember 2017 – 11. Januar 2018)                   |
| 2018 | Olexesh                        | Magisch (feat. Edin)                           | Rolexesh                                 | 1 Woche (9. – 15. März 2018)                                     |
| 2018 | Bonez MC & RAF Camora          | 500 PS                                         | Palmen aus Plastik 2                     | 1 Woche (12. – 18. Oktober 2018)                                 |
| 2020 | Apache 207                     | Sie ruft                                       | Treppenhaus                              | 1 Woche (7. – 13. August 2020)                                   |
| 2020 | Bonez MC                       | Angeklagt                                      | Hollywood Uncut                          | 1 Woche (6. – 12. November 2020)                                 |
| 2021 | Adele                          | Easy on Me                                     | 30                                       | 1 Woche (26. November – 2. Dezember 2021)                        |
| 2023 | Kontra K                       | Die Sonne (feat. Santos)                       | Die Hoffnung klaut mir niemand           | 1 Woche (17. – 23. November 2023)                                |
| 2025 | Jazeek                         | Akon                                           | Most Valuable Playa                      | 2 Wochen (18. April – 1. Mai 2025)                               |